# Velocifero
Velocifero — четвёртый студийный альбом Ladytron, вышедший в 2008 году.

## Об альбоме
Velocifero группа записала на их новом лейбле Nettwerk. Первый трек «Black Cat» вскоре стал доступен для бесплатного скачивания на официальном сайте группы. Было объявлено, что первым синглом с альбома станет «Ghosts». Альбом полностью просочился в интернет 11 апреля.
В информации о группе, представленной на сайте Nettwerk, Рубен утверждает, что дословно название альбома можно перевести как "несущий скорость", так же называется и вид Архивная копия от 18 апреля 2008 на Wayback Machine скутера.

## Список композиций
1. «Black Cat»
2. «Ghosts»
3. «I’m Not Scared»
4. «Runaway»
5. «Season of Illusions»
6. «Burning Up»
7. «Kletva»
8. «They Gave You a Heart, They Gave You a Name»
9. «Predict the Day»
10. «The Lovers»
11. «Deep Blue»
12. «Tomorrow»
13. «Versus»